# Lauridae
Lauridae är en familj av kräftdjur. Lauridae ingår i ordningen Laurida, klassen Maxillopoda, fylumet leddjur och riket djur. Enligt Catalogue of Life omfattar familjen Lauridae 3 arter. 
Kladogram enligt Catalogue of Life:
| Lauridae | \| \| Laura \| \| \| \| \| \| Zoanthoecus \| \| \| \| |
|          | \| \| Laura \| \| \| \| \| \| Zoanthoecus \| \| \| \| |
|          | Petrarcidae                                           |
|          |                                                       |
|          | Synagogidae                                           |
|          |                                                       |
|          | Laura                                                 |
|          |                                                       |
|          | Zoanthoecus                                           |
|          |                                                       |

|  | Laura       |
|  |             |
|  | Zoanthoecus |
|  |             |